# Eva Pavlíková
Eva Pavlíková, provdaná Kubošiová, (* 17. září 1960, Košice) je slovenská herečka.
Vystudovala na Vysoké škole múzických umění v Bratislavě. Hned po absolutoriu v roce 1983 nastoupila do hereckého souboru Divadla Andreja Bagara v Nitře. Tady se projevila jako výrazná protagonistka zejména v inscenacích Jozefa Bednárika.
Hrála v mnohých inscenacích, například ve Feldekově hře Utekajte slečna Nituš!, v Lorcově Pláňce, nebo v Sprušanského inscenaci Čechovovy klasiky Tři sestry, kde ztvárnila roli nejstarší sestry – Olgy.
Své pěvecké a taneční schopnosti využila v muzikálech Malý obchod hrôzy, Fidlikant na streche, Grék Zorba, Báthoryčka, Adam Šangala či Kabaret. Příležitostně hostuje v bratislavských muzikálech, např. Pokrvní bratia a Donaha!, uváděných na Nové scéně.
Také hrála ve videoklipu skupiny Horkýže Slíže „Mám v piči na lehátku“ a na něj navazujícím internetovém seriálu Doma na porádku.
Její dcerou je zpěvačka Katarzia.

## Filmografie
- 1986: Šiesta veta
- 1997: Tábor padlých žien
- 2008: Normálna rodinka
- 2010: Projekt Alfa
- 2011: Olé, zápražka
- 2012: Druhý dych